# العلاقات الجورجية السويسرية
العلاقات الجورجية السويسرية هي العلاقات الثنائية التي تجمع بين جورجيا وسويسرا.

## مقارنة بين البلدين
هذه مقارنة عامة ومرجعية للدولتين:
| وجه المقارنة                                              | جورجيا                          | سويسرا                                                                                      |
| --------------------------------------------------------- | ------------------------------- | ------------------------------------------------------------------------------------------- |
| المساحة (كم2)                                             | 69.70 ألف                       | 41.28 ألف                                                                                   |
| عدد السكان (نسمة)                                         | 3.72 مليون                      | 8.21 مليون                                                                                  |
| الكثافة السكانية (ن./كم²)                                 | 53.37                           | 198.89                                                                                      |
| العاصمة                                                   | تبليسي، كوتايسي                 | برن                                                                                         |
| اللغة الرسمية                                             | اللغة الجورجية، اللغة الأبخازية | اللغة الألمانية، اللغة الإيطالية، لغة فرنسية، اللغة الرومانشية، الألمانية السويسرية الموحدة |
| العملة                                                    | لاري جورجي                      | فرنك سويسري                                                                                 |
| الناتج المحلي الإجمالي (بليون دولار)                      | 15.16 مليار                     | 678.89 مليار                                                                                |
| الناتج المحلي الإجمالي (تعادل القوة الشرائية) بليون دولار | 35.68 مليار                     | 518.07 مليار                                                                                |
| الناتج المحلي الإجمالي الاسمي للفرد دولار أمريكي          | 3.79 ألف                        | 80.94 ألف                                                                                   |
| الناتج المحلي الإجمالي للفرد دولار أمريكي                 |                                 | 59.54 ألف                                                                                   |
| مؤشر التنمية البشرية                                      | 0.754                           | 0.930                                                                                       |
| رمز المكالمات الدولي                                      | +995                            | +41                                                                                         |
| رمز الإنترنت                                              | .ge، .გე ‏                       | .ch، .swiss ‏                                                                                |
| المنطقة الزمنية                                           | ت ع م+04:00                     | توقيت وسط أوروبا، ت ع م+01:00، ت ع م+02:00، أوروبا/زيورخ ‏                                   |

## منظمات دولية مشتركة
يشترك البلدان في عضوية مجموعة من المنظمات الدولية، منها:
| علم المنظمة | اسم المنظمة                             | تاريخ انضمام جورجيا | تاريخ انضمام سويسرا |
| ----------- | --------------------------------------- | ------------------- | ------------------- |
|             | مؤسسة التمويل الدولية                   | 29 يونيو 1995       | 29 مايو 1992        |
|             | يونسكو                                  | 7 أكتوبر 1992       | 28 يناير 1949       |
|             | الاتحاد الدولي للاتصالات                | 7 يناير 1993        | 1866                |
|             | الأمم المتحدة                           | 31 يوليو 1992       | 10 سبتمبر 2002      |
|             | البنك الدولي للإنشاء والتعمير           | 7 أغسطس 1992        | 29 مايو 1992        |
|             | منظمة الأمن والتعاون في أوروبا          | 24 مارس 1992        | 25 يونيو 1973       |
|             | الاتحاد البريدي العالمي                 | ?                   | ?                   |
|             | مؤسسة التنمية الدولية                   | 31 أغسطس 1993       | 29 مايو 1992        |
|             | منظمة التجارة العالمية                  | 14 يونيو 2000       | ?                   |
|             | الفريق المعني برصد الأرض                | ?                   | ?                   |
|             | المنظمة الأوروبية لسلامة الملاحة الجوية | 2012                | 1992                |
|             | مجلس أوروبا                             | 27 أبريل 1999       | ?                   |

## وصلات خارجية
- موقع وزارة الخارجية الجورجية
- موقع وزارة الخارجية السويسرية